# NGC 5213
NGC 5213 ist eine 14,0 mag helle balkenspiralförmige Radiogalaxie vom Hubble-Typ SBb im Sternbild Jungfrau auf der Ekliptik. Sie ist schätzungsweise 305 Millionen Lichtjahre von der Milchstraße entfernt und hat einen Durchmesser von etwa 80.000 Lichtjahren.
Im selben Himmelsareal befinden sich u. a. die Galaxien NGC 5245, NGC 5246, NGC 5252, IC 896.
Das Objekt wurde am 30. April 1864 von Albert Marth entdeckt.